# 一亩泉酒
一亩泉酒又称一亩泉白酒，是中华人民共和国河北保定出产的白酒。1945年侵華日軍对八路军杨成武 、林铁部进行大扫荡，八路军极度缺乏医用酒精，为缓解此情况，同时解决反扫荡时因坚壁清野造成的部分粮食受潮问题，中共清苑县委于王盘乡小李庄(现李庄乡)成立了一个有20名职工，占地一亩的隐蔽酒厂，隶属冀中军区第9专署，命名为“裕民酒厂”，之后数度迁址扩建、改制易名。一亩泉酒本身则为1959年才创立的。三年困难时期时，酒厂曾被迫以橡子等代替品酿酒。酒厂曾生产过上百种产品，包括红粮大曲、迎宾酒、古泉白酒、新保定特曲、伏特加、二锅头、水蜜桃汽酒等，一亩泉酒乃以纯粮为原料，经适温堆积、长期发酵、经年存储等北派小窖传统酿造工艺酿成的浓香型白酒。保定市酒厂生产的一亩泉特曲，1990年5月获国际西湖博览会金奖，1991年获中国食品行业十年成就展示会“优秀新产品”称号。1992年，获中华人民共和国轻工业部十佳新产品优秀奖和保定地、市知名产品奖，1993年获保定市“十佳民用产品”奖。